# Pineuilh
Pineuilh település Franciaországban, Gironde megyében. Lakosainak száma 4447 fő (2022. január 1.). Pineuilh Port-Sainte-Foy-et-Ponchapt, Ligueux, La Roquille, Saint-André-et-Appelles, Saint-Avit-Saint-Nazaire, Sainte-Foy-la-Grande és Saint-Philippe-du-Seignal községekkel határos.

## Népesség
A település népességének változása:
| Lakosok száma | 3057 | 3542 | 3512 | 4072 | 4300 | 4323 | 4394 | 4438 | 4421 | 4447 |
|               | 1968 | 1982 | 1990 | 2006 | 2013 | 2015 | 2017 | 2019 | 2020 | 2022 |